# أدوبي أنيميت
أدوبي أنيميت (سابقًا أدوبي فلاش بروفيسونار و مايكروميديا فلاش و فويتشر شبلاش أنيميتور ) هو برنامج متعدد الوسائط للرسوم المتحركة والتحريك الحاسوبي تم تطويره بواسطة أدوبي.
يمكن استخدام أدوبي أنيميت لتصميم الرسومات المتجهة والرسوم المتحركة، وحتى في نشر البرامج التلفزيونية والفيديو عبر الإنترنت ومواقع الويب وتطبيقات الويب وتطبيقات الإنترنت الغنية وألعاب الفيديو. كما يقدم البرنامج الدعم للصور النقطية، والنص الغني، وتضمين الصوت والفيديو، و أكشن سكربت. يمكن نشر الرسوم المتحركة في إتش تي إم إل 5، و WebGL، و رسوميات متجهية متغيرة، والرسوم المتحركة والألعاب النارية، بالإضافة إلى تنسيقات أدوبي فلاش بلاير وأدوبي أير.
صدر لأول مرة في عام 1996 باسم FutureSplash Animator، ومن ثم ماكروميديا فلاش عندما حصلت عليه ماكروميديا. تم إنشاؤه ليكون بمثابة بيئة إبداعية أساسية لـ أدوبي فلاش ، وهو برنامج متجه متحرك لإنشاء محتوى متحرك وتفاعلي. تمت إعادة تسمية البرنامج أدوبي أنيميت في عام 2016 لتعكس بشكل أفضل مكانته في السوق، حيث يستخدم أكثر من ثلث المحتوى الذي تم إنشاؤه في Animate HTML5 ، ،.

## التاريخ
كان أول إصدار فلاش من أدوبي أنيميت/أدوبي هو (FutureSplash Animator)، وهو برنامج رسوميات متجهية و فكتور أنيميت الذي تم إصداره في مايو 1996. تم تطوير (FutureSplash Animator) بواسطة (FutureWave Software)، وهي شركة برمجيات صغيرة كان أول منتج لها، (SmartSketch)، يعتمد على ناقل للرسم بالقلم على أجهزة الكمبيوتر. مع انفجار الأنظمة التي تعمل في وضع القلم، تم نقلها إلى مايكروسوفت ويندوز وكذلك أبل 1995، قررت الشركة إضافة قدرات الرسوم المتحركة إلى منتجاتها وإنشاء منصة متحركة للرسوم المتحركة لشبكة الويب العالمية ؛ لذلك، تم إنشاء (FutureSplash Animator). في ذلك الوقت، كانت الطريقة الوحيدة لنشر هذه الرسوم المتحركة على الويب هي استخدام جافا. تم استخدام تكنولوجيا الرسوم المتحركة (FutureSplash) على مواقع الويب مثل إم إس إن و ذا سيمبسونز و (Disney Daily Explosion) من شركة والت ديزني ،.
في ديسمبر 1996، اشترت ماكروميديا فيوتشر ويف وأعادت تسميته باسم مايكروميديا فلاش، وهو اسم العلامة التجارية الذي استمر لمدة 8 إصدارات رئيسية. حصلت أدوبي على ماكروميديا في عام 2005، وأعادت تسمية المنتج أدوبي فلاش بروفيسيونار لتمييزه عن أدوبي فلاش بلاير. تم تضمينه في أدوبي كريتيف سويت إلى منتجات CS6، إلى أن تنخفض أدوبي أدوبي كريتيف سويت إلى كريتيف كلاود سس.
وفي 1 ديسمبر 2015، أعلنت شركة أدوبي أن البرنامج سوف يعاد تسميته أدوبي أنيميت مع التحديث الرئيسي التالي. يأتي القرار كجزء من محاولة فصل البرنامج عن برنامج أدوبي فلاش بلاير، مع إدراك الزيادة في استخدامه لإنشاء محتوى إتش تي إم إل 5 ومحتوى الفيديو. إنها محاولة للبدء في تثبيط استخدام برنامج فلاش يلاير لصالح حلول الويب القياسية. تم إصدار النسخة الأولى تحت الاسم الجديد في 8 فبراير 2016.

## روابط خارجية
- الموقع الرسمي